# I Wanna Rock (singel Snoop Dogga)
I Wanna Rock – trzeci singel amerykańskiego rapera Snoop Dogga, który promował album Malice n Wonderland. Został wydany w listopadzie 2009 r. na iTunes. Utwór został wyprodukowany przez Scoop DeVille, natomiast miksem zajął się Dr. Dre.

## Lista utworów
Źródło.
1. "I Wanna Rock" (single edit) - 3:56
2. "I Wanna Rock" (Instrumental) - 3:59
3. "I Wanna Rock" (A Capella) (Edited) - 3:43
4. "I Wanna Rock" (Explicit) - 3:57

## Notowania
| Notowanie (2009–2010)         | Najwyższa pozycja |
| ----------------------------- | ----------------- |
| Billboard Hot 100             | 41                |
| Hot R&B/Hip-Hop Songs         | 10                |
| U.S. Billboard Hot Rap Tracks | 3                 |